# Куин-Мэри
Куин-Мэри (англ. Queen Mary Falls) — водопад в юго-восточном Квинсленде, Австралия. Образован рекой Спринг-Крик.
Водопад расположен в юго-восточном Квинсленде. Он находится на территории национального парка Мейн-Рейндж, недалеко от границы Квинсленда и Нового Южного Уэльса. Ближайшим крупным городом является Уорик. Высота Куин-Мэри составляет 40 метров. Водопад находится недалеко от дороги (примерно 150 метров), он поэтому часто посещается туристами.

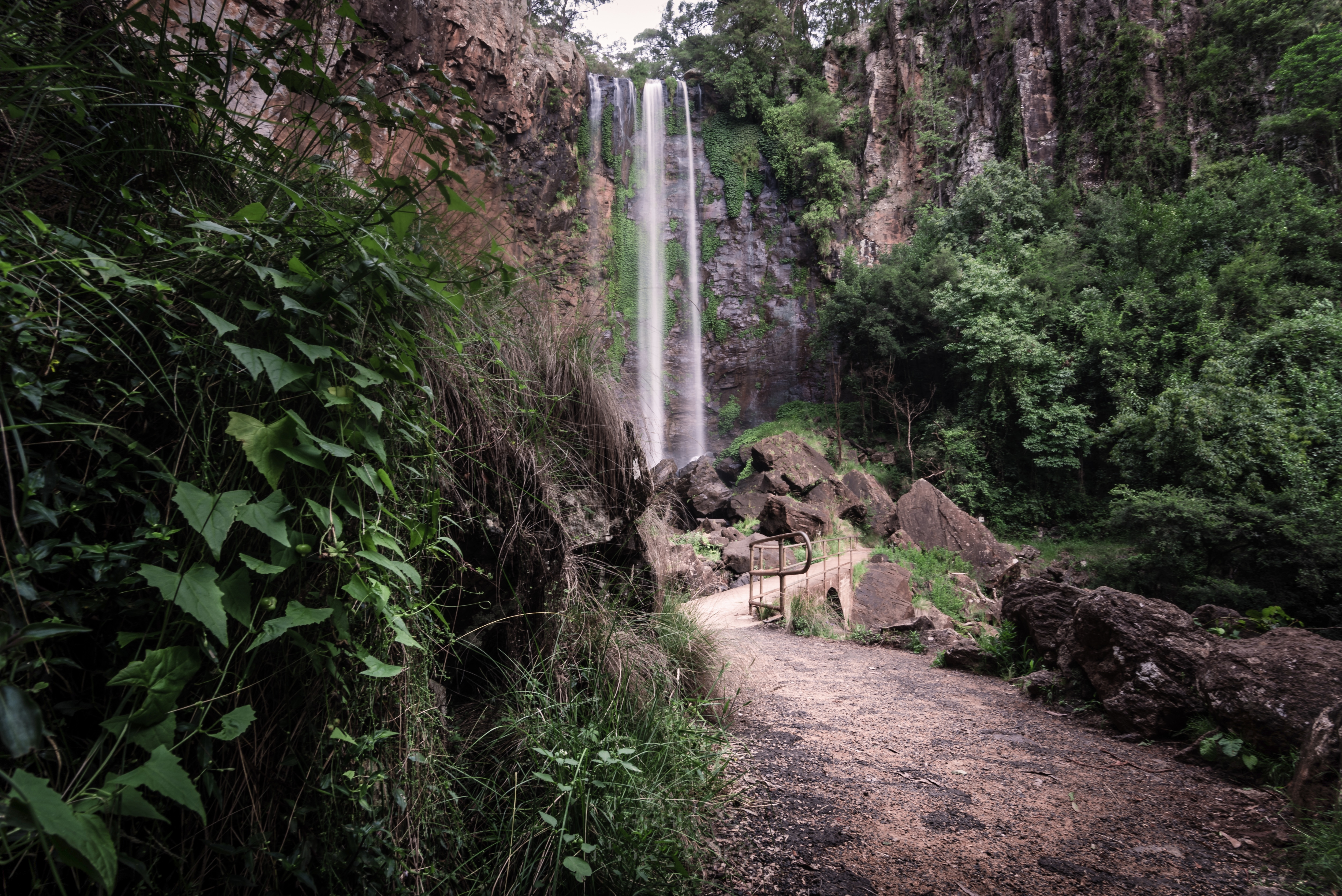
Водопад в 2017 году.